# Таменглонг (округ)
Таменглонг (англ. Tamenglong) — округ в индийском штате Манипур. Административный центр — город Таменглонг. Площадь округа — 4391 км². По данным всеиндийской переписи 2001 года население округа составляло 111 493 человека. Уровень грамотности взрослого населения составлял 59,25 %, что соответствовало среднеиндийскому уровню (59,5 %).

## История
В 1919 году британское правительство учредило в Манипур-Хиллз четыре отделения, известные как Северо-Восточный отдел, Северо-Западный отдел, Юго-Восточный отдел и Юго-Западный отдел. Штаб Северо-Западного подразделения был создан в Кхунджао, деревня Таменглонг. Генерал Уильям Шоу был назначен офицером подразделения.
В 1923 году штаб Северо-Западного подразделения был перенесен на нынешнее место, известное как штаб-квартира Таменглуна, примерно в 3 км от Кхунцзяо. Позже Северо-Западный отдел Манипура был переименован в отдел Таменглонга.
Таменглонг стал полноценным районом только в 1969 году.

## География
Округ Таменглонг ограничен на севере штатом Нагаленд, на северо-востоке округом Сенапати, на юге — округом Чурчандпур, а на Западе — округом Импхал и штатом Ассам. Город Таменглонг является штаб-квартирой этого округа. Район занимает площадь 4391 км.

## Экономика
В 2006 году Министерство Панчаяти Радж определило округ Таменглонг одним из 250 самых отсталых районов страны (из общего числа 640). Это один из трех районов Манипура, получающих в настоящее время средства от программы грантового фонда отсталых регионов (BRGF).

## Административные подразделения
Округ делится на 3 подразделения:
- Таменглонг
- Тамей
- Тоуем

## Демография
По данным переписи населения 2011 года, население округа Таменглон составляет 140 651 человек, что примерно равно населению Сент-Люсии. Это дает ему рейтинг 607-го места в Индии (из общего числа 640). Плотность населения района составляет 32 человека на квадратный километр. Темпы прироста населения города за десятилетие 2001—2011 годов составили 25,69 %.
В Таменглонге соотношение полов составляет 953 женщины на 1000 мужчин, а уровень грамотности равен 70,4 %.

## Языки
Большинство населения округа говорит на языке ронгмей. Сино-тибетские языки, на которых также говорят в округе Таменглон, включают в себя диалект зелиангронга и диалект Таду-куки.
На диалекте Таду-куки говорит община куки района Таменглонг.